# カストラ
カストラ（ラテン語: castra、複数形）およびカストルム（ラテン語: castrum、単数形）とは、古代ローマにおいて軍事防衛拠点または野営地として使用された場所または建設された建物群を指す。この単語はラテン語だけでなくオスク語やウンブリア語（どちらもイタリック語派）にも見られ、インド・ヨーロッパ祖語からイタリック語派へと伝わったものと見られる。カストラは「大規模な野営地」を意味し、行軍途中などの一時的なものも、砦または要塞のような恒久的なものも指す。一方、ウェゲティウスが記しているようにカステッルム (castellum) は「小規模な砦」を意味し、その地域の補給部隊などが使うことが多かった。ギリシア語の文献では、カストラを stratopedon（軍の野営地）、カステッルムを phrourion（砦）と訳している。カストラは一般には「古代ローマの要塞」、「古代ローマの砦」、「古代ローマの野営地」と称されるが、学問的にはカストルム/カストラを「野営地」または「要塞」とし、カステッルムを「砦」とするのが一般的である。

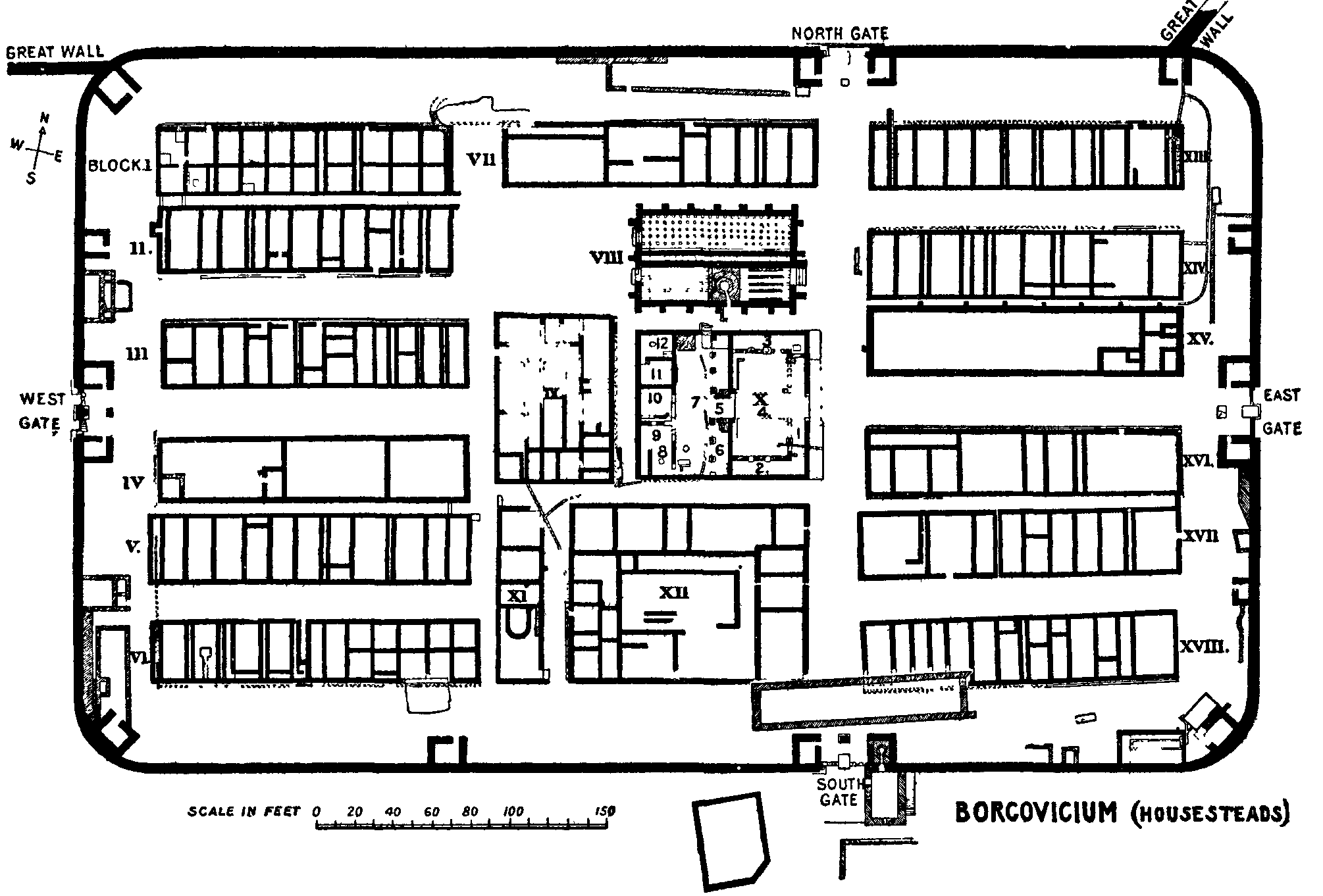
ハドリアヌスの長城の途中にあったカストラの平面図

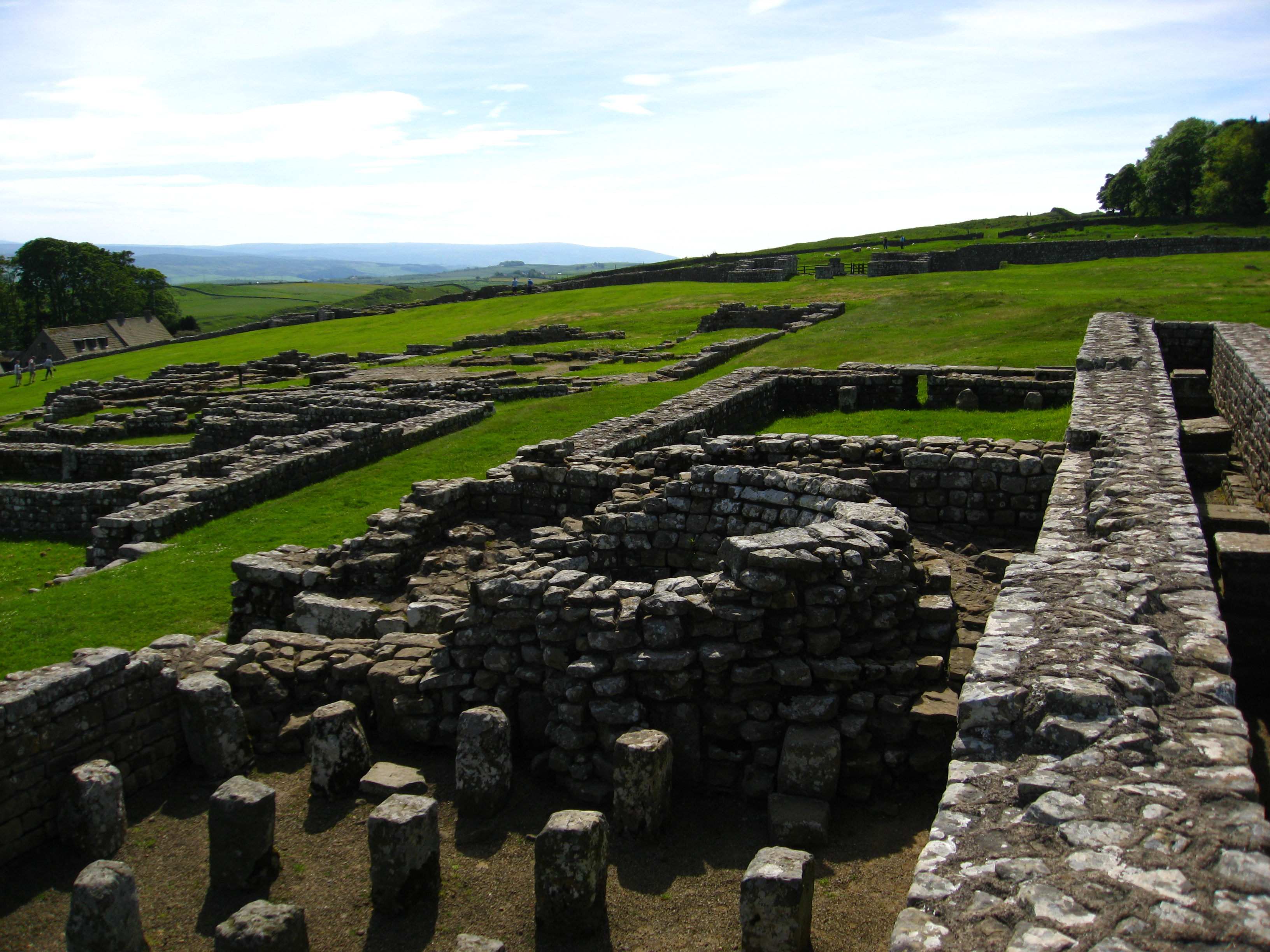
そのカストラの遺跡

## 種類
最もよく知られている種類のカストラとは、行軍中や戦闘中以外の兵士たちが寝泊りし、その装備や兵站を蓄えておく野営地または軍事都市である。軍団が戦場に赴く際、毎日帰ってこられる適切な場所にカストラを建設しておくのが決まりだった。
| 「 | ……行軍して敵地に到着するやいなや、戦いの前に彼らは野営地を壁で囲む。彼らの設置する塀は間に合わせの粗末なものではないし、囲いの中の配置も無作為ではない。選んだ場所が平らでない場合、最初に整地を行う。野営地は四角形になるよう測量され、大人数の大工が道具を手につき従い、建設を行う。 | 」 |

このため、行軍の隊列の中にはカストラの建設資材や兵站を運ぶ馬車の一隊も含まれ、兵士の後について行った。
野営地建設は各種専門技術者が属する工兵隊で、architecti（技師長）がそれを監督した。また、建設に必要とされる肉体労働には一般兵士が駆りだされた。敵の攻撃にさらされた野営地は、簡単なものでは数時間で撤収できるようになっていた。カストラには tertia castra（3日間の野営地）、quarta castra（4日間の野営地）など、その場所で軍団が過ごすであろう期間に対応したいくつもの建設プランが用意されていた。
より恒久的なカストラとして「カストラ・スタティヴァ（常設野営地）」がある。それより恒久性が低いものとして、「カストラ・アエスティヴァ」または「アエスティヴァリア」すなわち「夏季野営地」があり、そこでは兵士たちは「テントに （sub pellibus または sub tentoriis）」寝泊りした。夏は遠征の季節だった。冬になると兵士たちは「カストラ・ヒベルナ」に後退した。こちらには兵舎などもっとしっかりした施設があり、石積みの城壁もあった。
野営地はローマ兵が休息し、兵員を補充する場だった。ケルト人やゲルマン人の軍隊にはこのような仕組みがなかった。したがって彼らは集結して数日後には分散する必要が生じた。その間、無防備な野営地は守備が不十分な場合に攻撃されることがあった。

## 語源

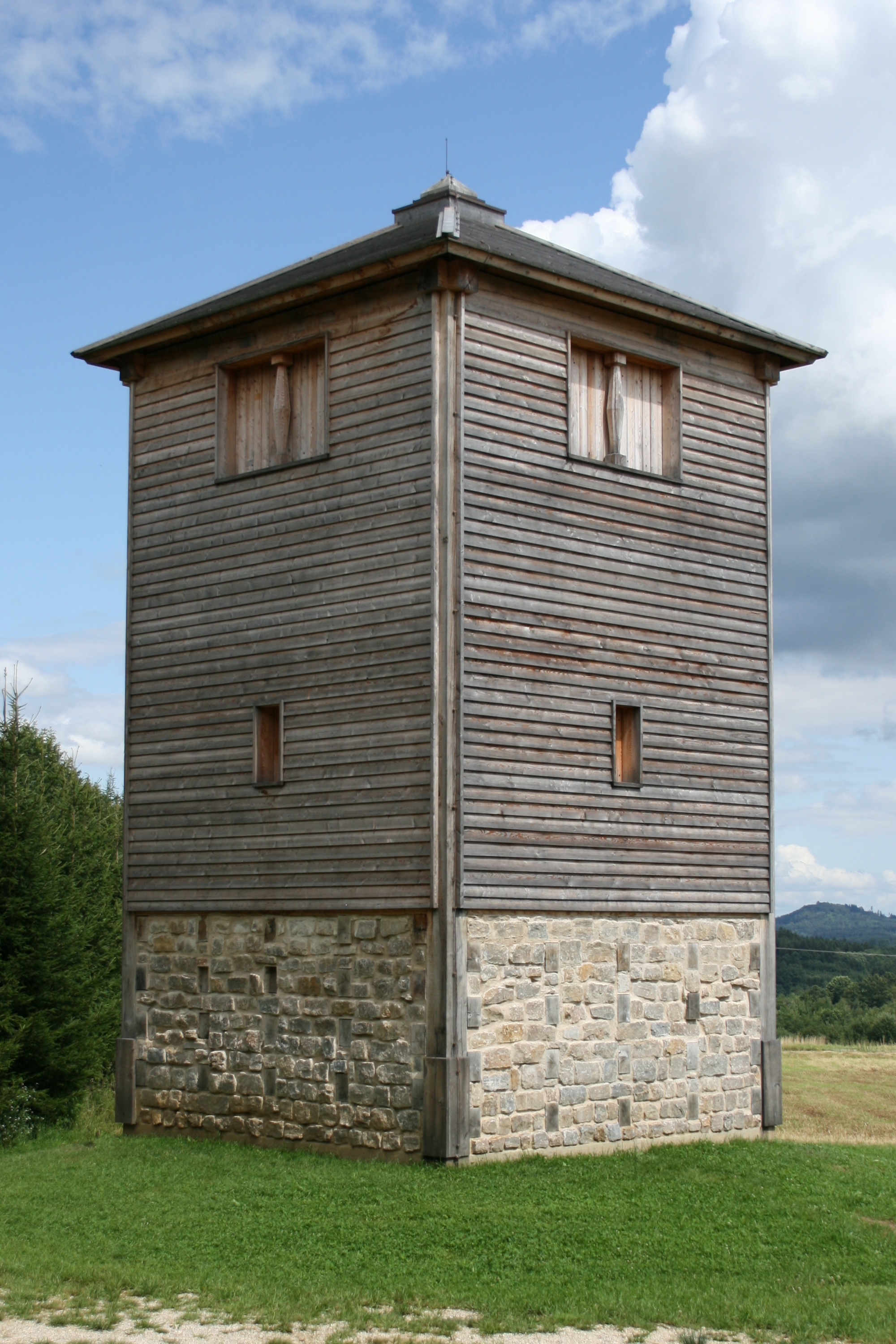
specula または vigilarium（見張り台）。カストルムの一種。古代の見張り台は壁と堀で囲まれていた。

ユリウス・ポコルニー編の『印欧語源辞典』の kes- (palatal k) の項によると、オスク語の castrous （属格）とウンブリア語の castruo, kastruvuf （主格）はどちらも本来はカストルムと同義で、地所または土地を意味したという。これらは個人所有の不動産を意味する語と見られるが、ラテン語の castrum は柵や木製または石製の壁で囲まれた土地を意味すると見られ、コルネリウス・ネポスの著作の一節にもそのような記述がある。
American Heritage Dictionary ではユリウス・ポコルニーの記述を踏襲した後、*kes- の語源として "cut"（切る）を挙げている。カストルムは土地を切り取って (cut off) 軍用に供することを指すという見方もできる。「カストルム・モゴンティアークム（現在のマインツ）」のように軍事基地全体を指すこともあれば、要塞化された単一の建物を指すこともある。後者の例であるカステッルム (castellum) が後に英語で城を意味する "castle" となった。
ラテン語の "castrum" は地名にもよく使われた。例えば、Castrum Album、Castrum Inui、Castrum Novum、Castrum Truentinum、Castrum Vergium などがある。
複数形の「カストラ」は複数の建物の集合体を指して使われた。初期の野営地は皮革や布を切り取ったテントを設営したものだったと考えられ、カストルムは1つのテントを指し、カストラはテント群を指したと考えることもできる。完全に恒久的な軍事基地を除いて、多くのカストラは外形が四角形であり、番号の付いた通りに沿ってテントや兵舎が置かれ、そこに兵士が寝泊りした。その後カストラという語は、「行軍中の野営地」、「一時的な野営地」、「恒久的な野営地」、「要塞化した野営地」、「要塞」などを指す語となり、常に多人数の野営を意味している。
カストラも Castra Cornelia のように地名によく使われた。また、ウィンチェスターやランカスターなど、英語の地名の語尾によく見られる -caster や -chester はカストラに由来する。
castra についての一般的なラテン語のシンタグマは次のとおりである。
- カストラ・スタティヴァ (castra stativa): 恒久的な野営地/要塞
- カストラ・アエスティヴァ (castra aestiva): 夏季の野営地/要塞
- カストラ・ヒベルナ (castra hiberna): 冬季の野営地/要塞
- カストラ・ナヴァリア (castra navalia) またはカストラ・ナウティカ (castra nautica): 海軍の野営地/要塞

スペイン人の氏名およびスペイン/イタリア/バルカン半島の地名によく見られる「カストロ」もカストルムに由来する。例えば、アルバニアのジロカストラもその1つである。

### 配置

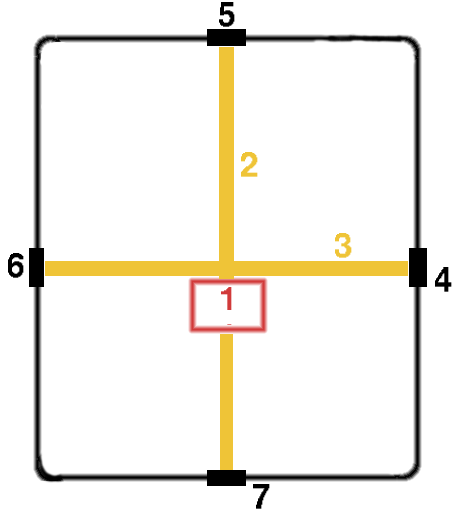
古代ローマのカストルムの基本設計。
(1)Principia
(2)Via Praetoria
(3)Via Principalis
(4)Porta Principalis Dextra
(5)Porta Praetoria（正門）
(6)Porta Principalis Sinistra
(7)Porta Decumana（裏門）

### 壁と堀

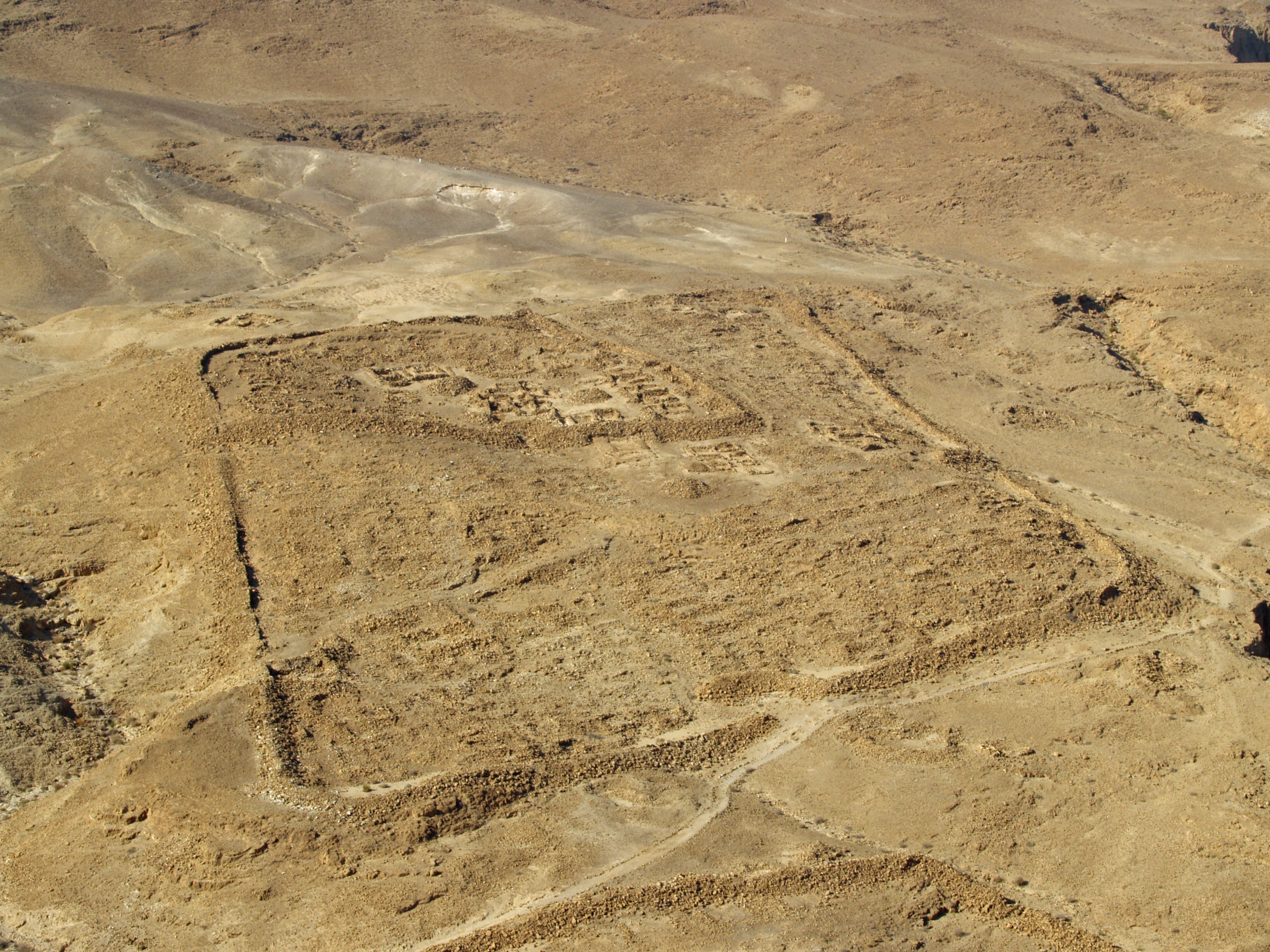
マサダのカストラ。 典型的な四角形のレイアウトになっている。

### 通り、門、中央市場

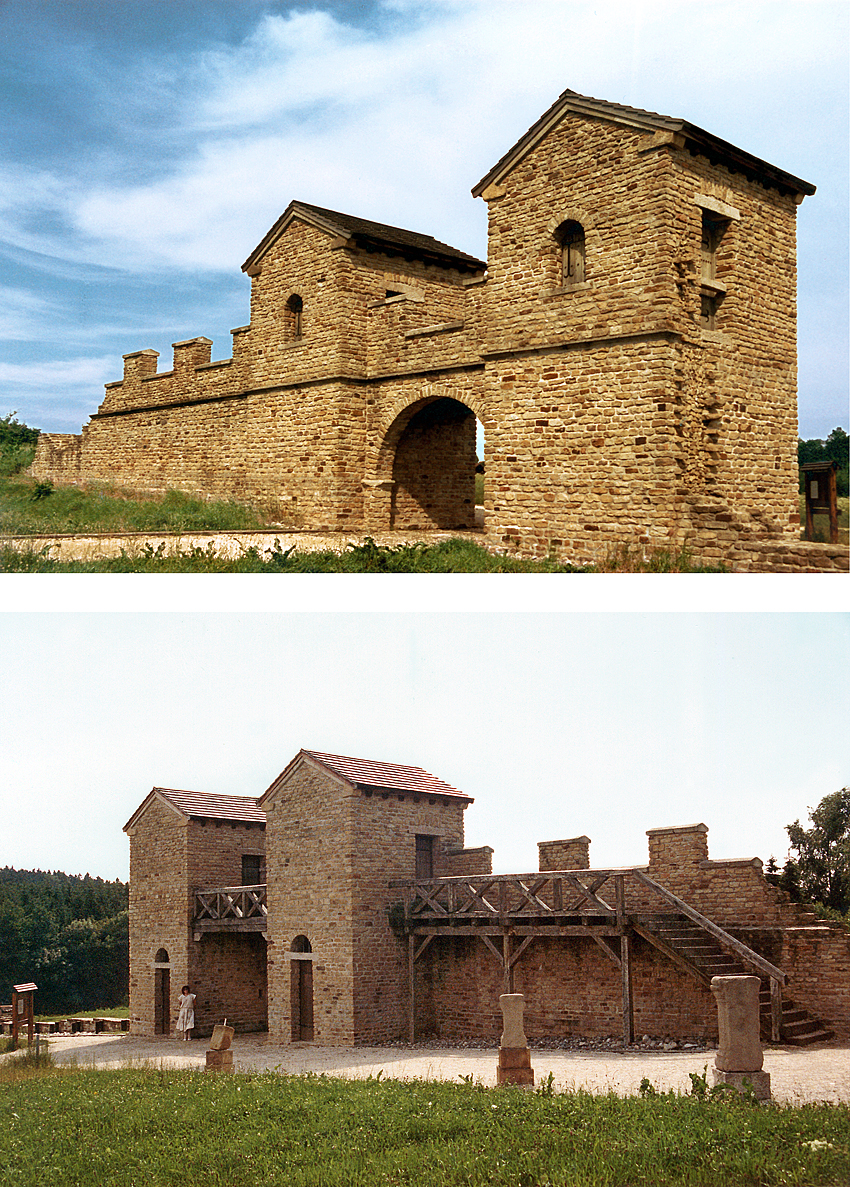
カストラ・スタティヴァの東門を復元したもの

### 主な建物

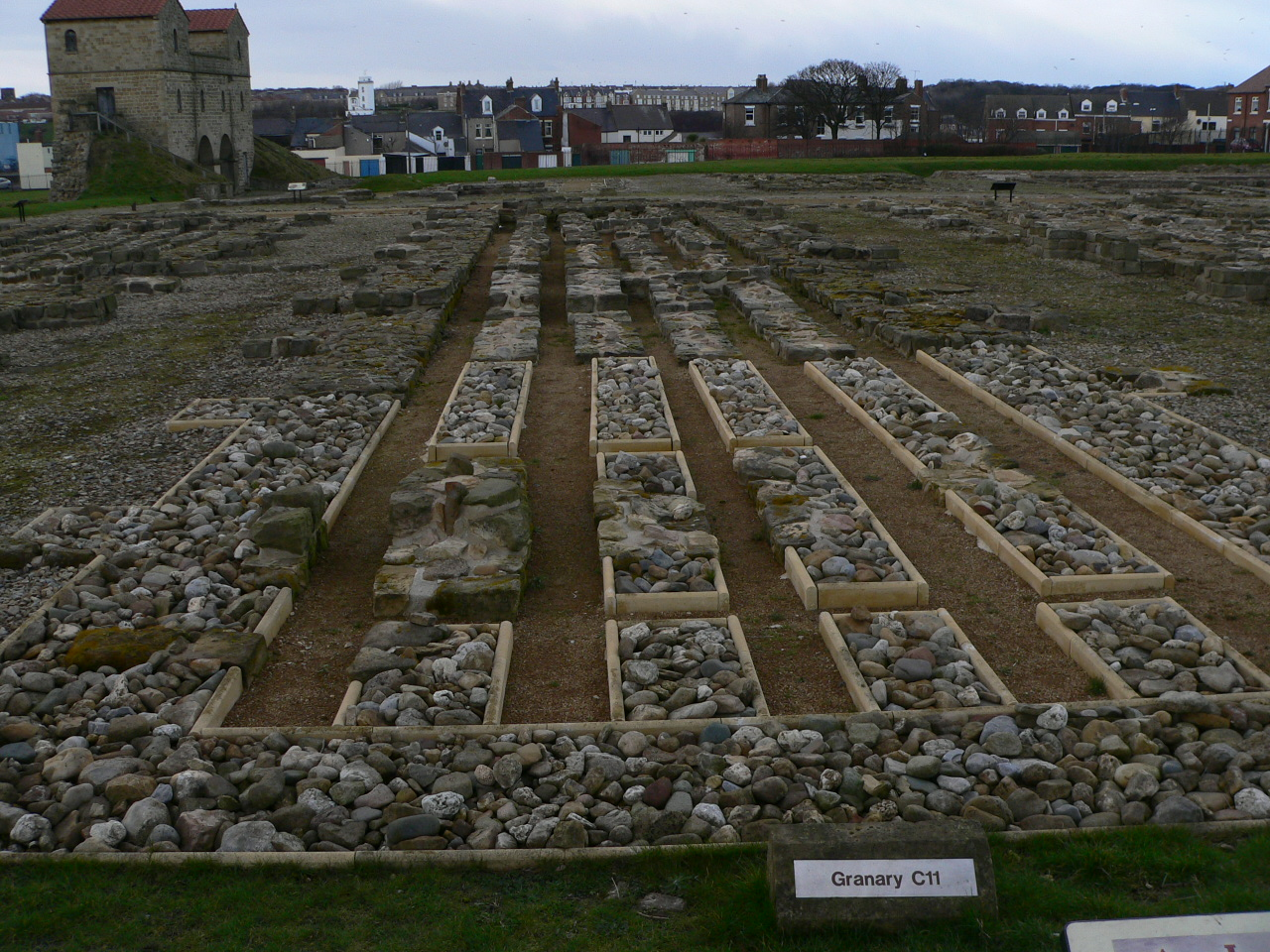
穀物倉 horreae の基礎部分

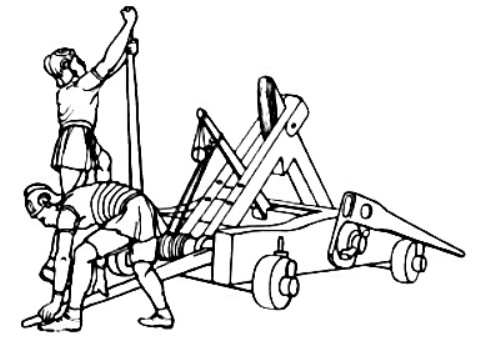
古代ローマの投石機（オナガー）

### 兵舎

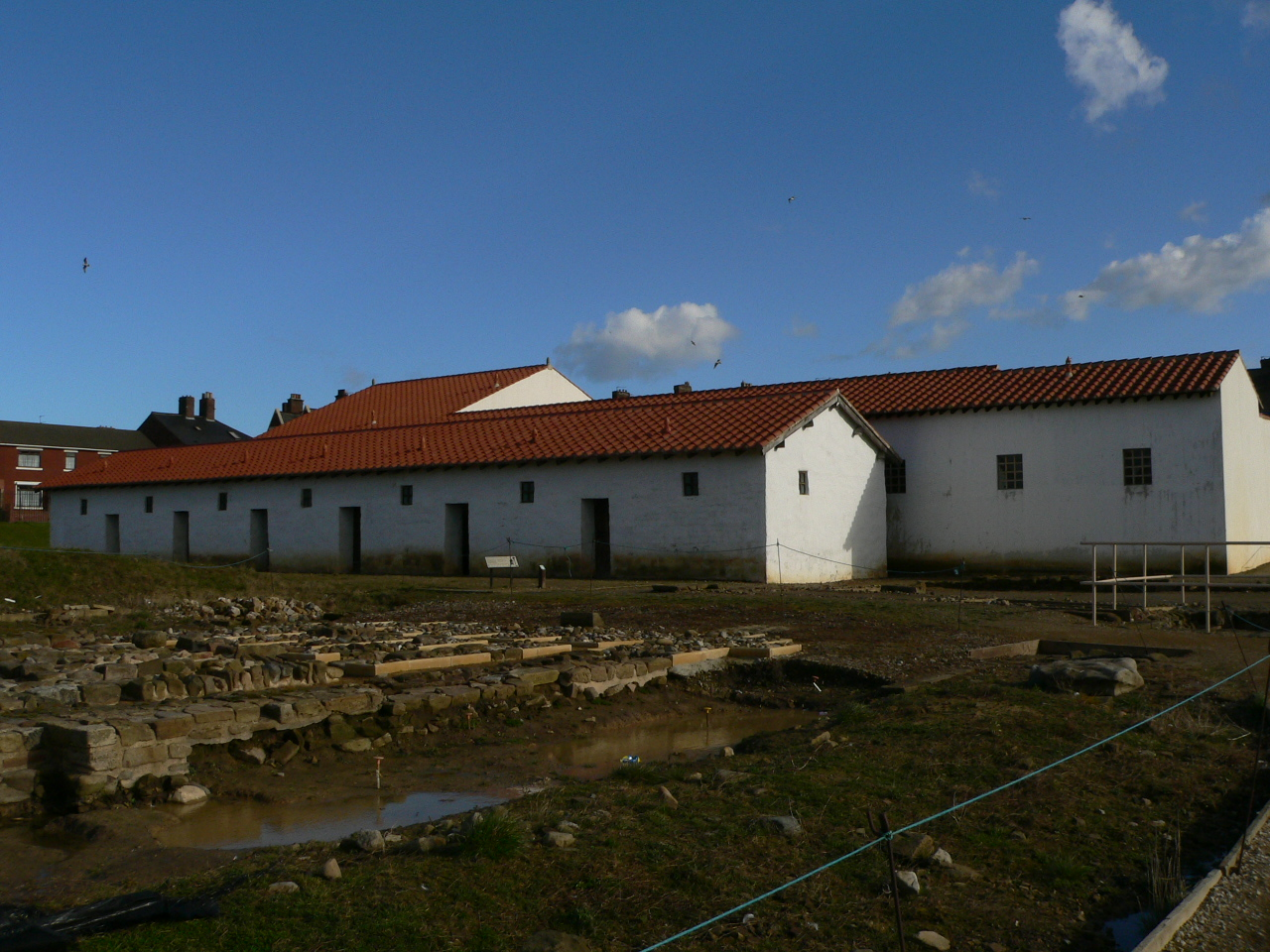
カストラ・ヒベルナ（冬期野営地）の兵舎の復元。それぞれのドアの先には約10人のチームが寝泊りする大きな部屋コントゥベルニウムがある。

### 衛生設備

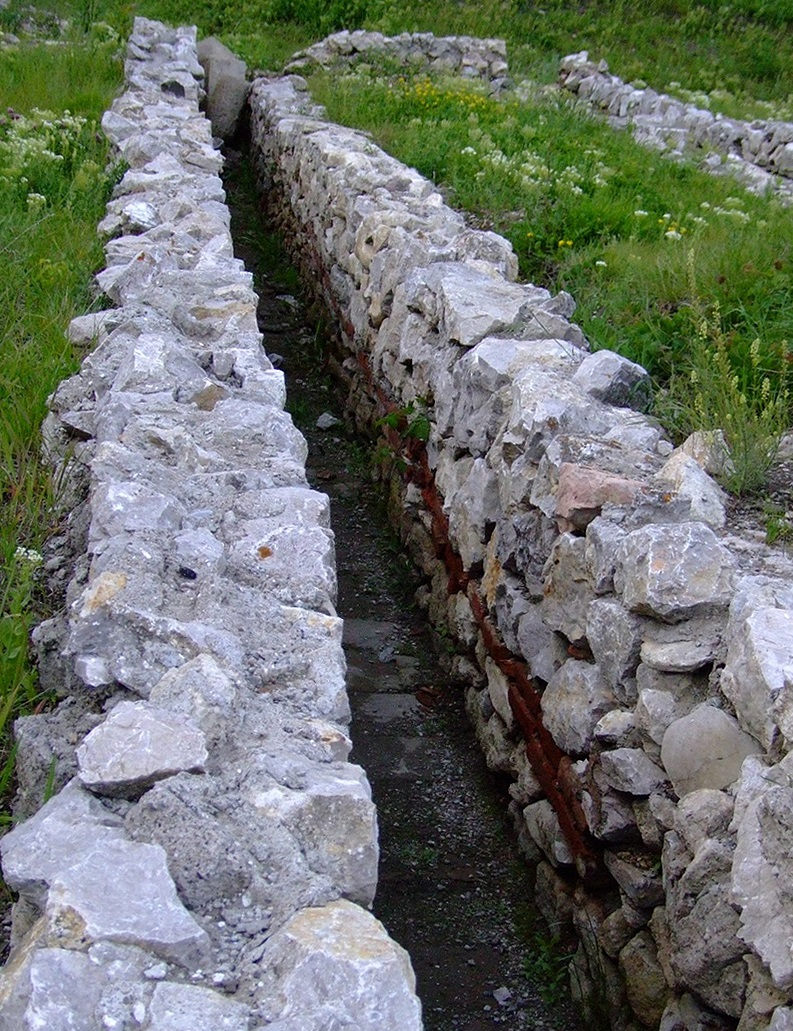
カストルムの水路。微妙に傾斜がついている。

### 日常生活

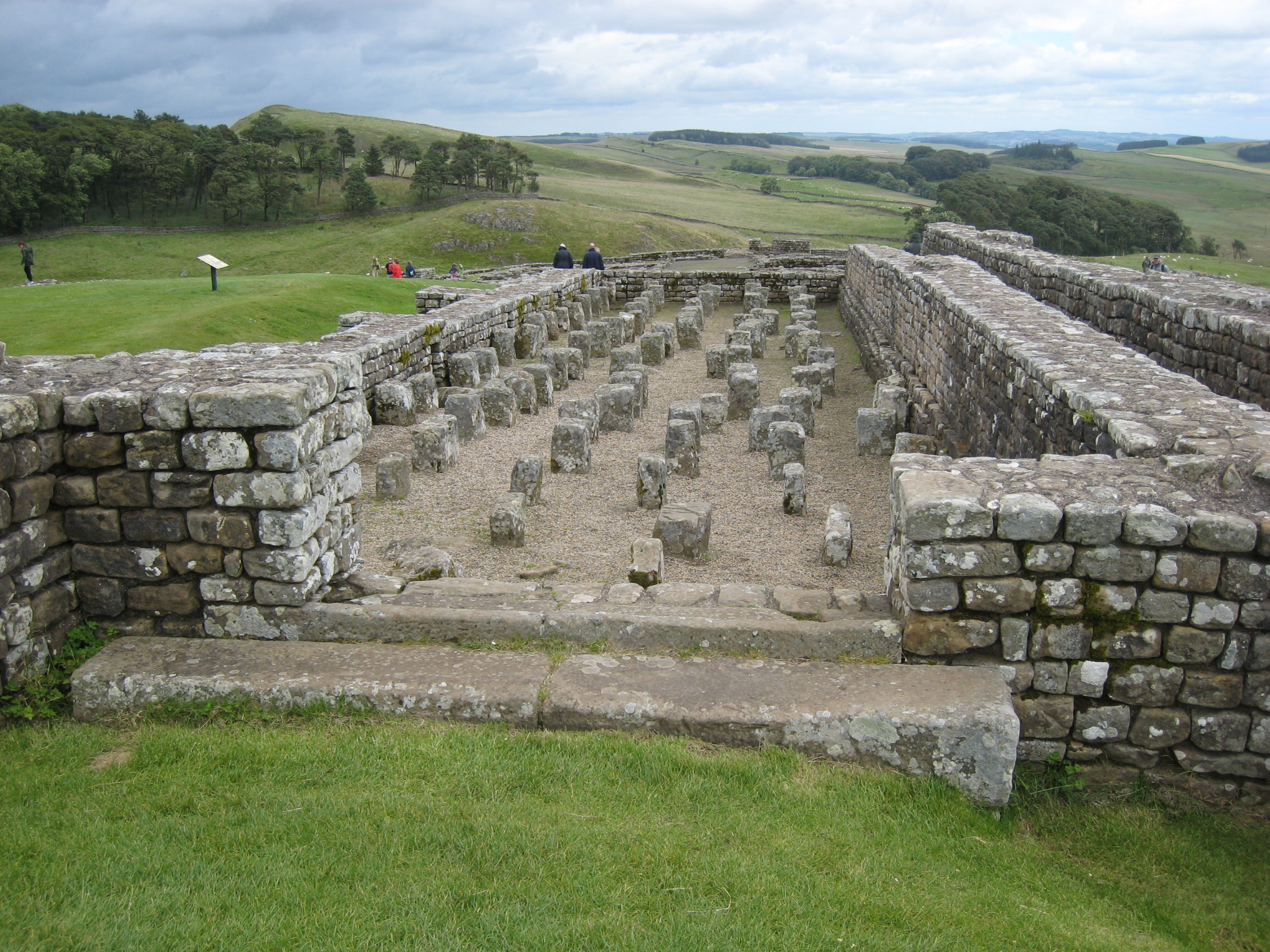
多数並んでいる小さな柱は床を支えるもので、食料が濡れないようにするため、および害獣対策としてこのようになっていた。

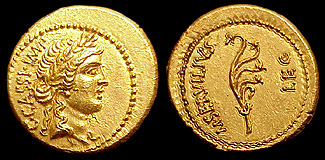
共和政末期のアウレウス金貨

### 軍務

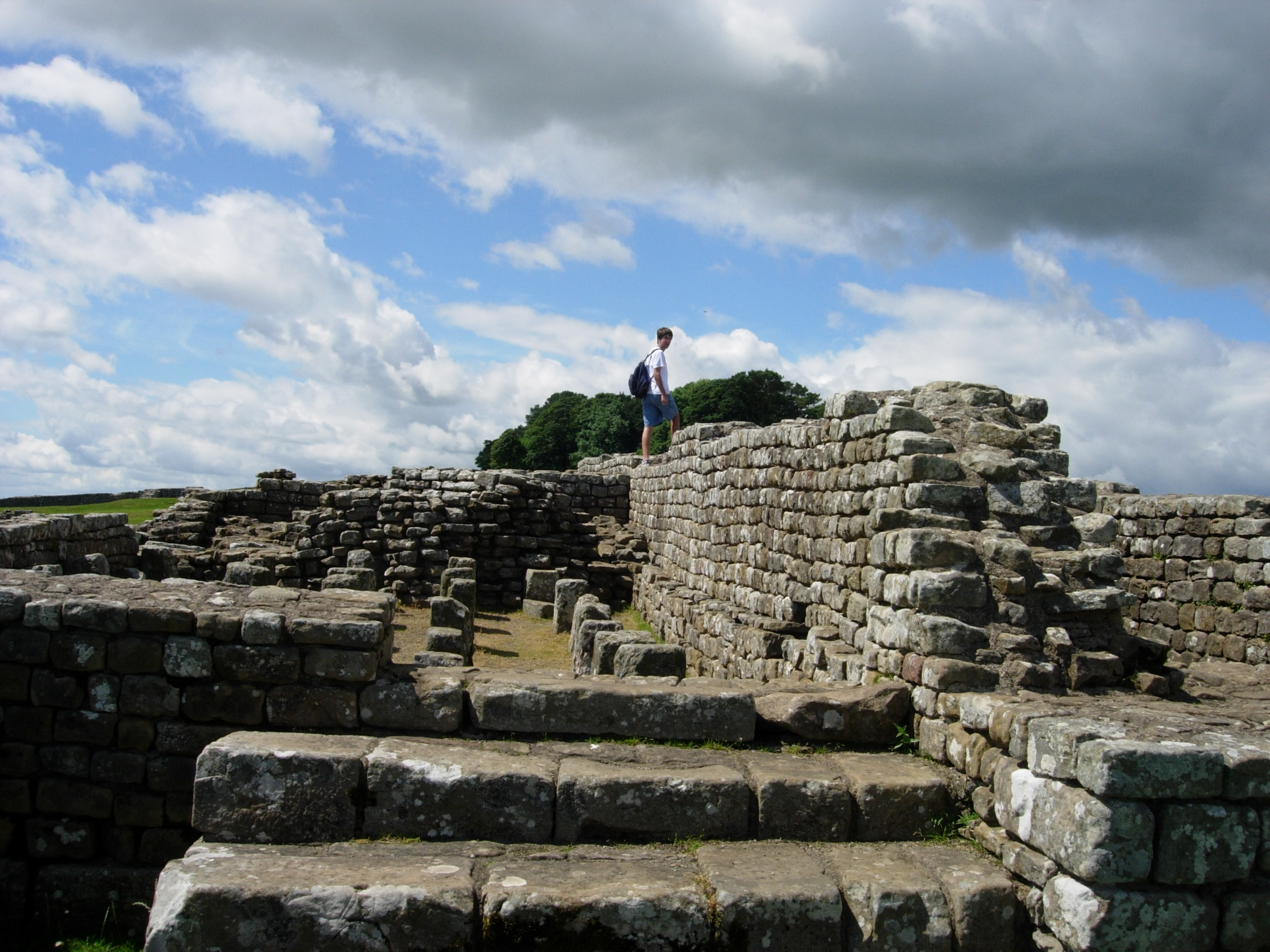
ハドリアヌスの長城付近のカストルムの遺構

## 設計と構成

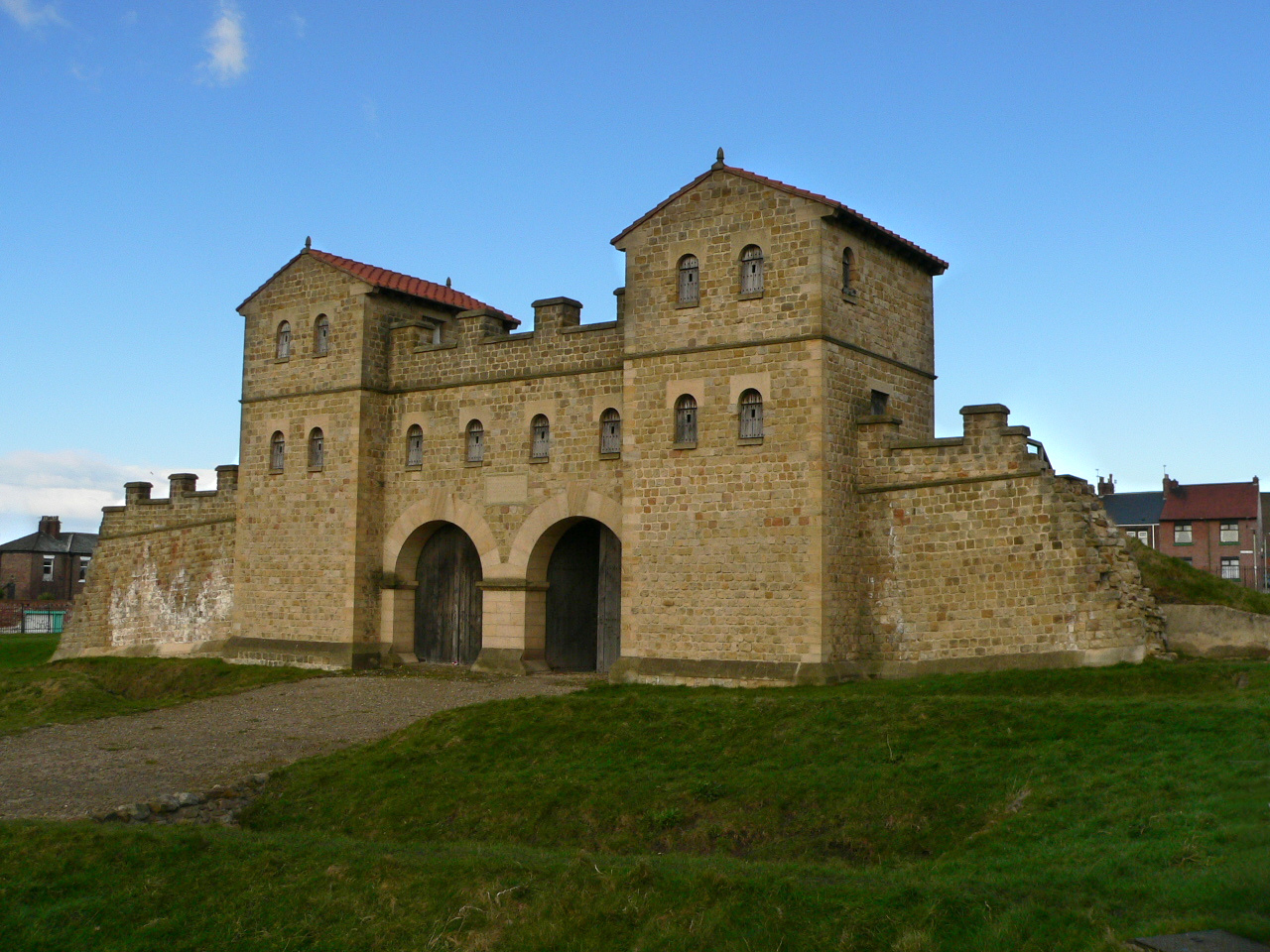
カストラ・スタティヴァの門を復元したもの。狭間胸壁、ローマ式アーチ、turres（塔）がある。